# Pizzas d’Anarosa
Die Pizzas d’Anarosa (auch: Grauhörner) sind mehrere Berggipfel in den Lepontinischen Alpen im Kanton Graubünden in der Schweiz, die zum gleichnamigen Berg gehören. Der höchste Gipfel ist 3002 m hoch. An die Pizzas schliesst das weniger hohe Cufercalhorn mit 2800 m an.
Sie liegen nördlich von Splügen, zwischen dem Safien- und Hinterrheintal sowie zwischen dem Bruschghorn und dem Alperschällihorn. Ausgangspunkte für eine Besteigung sind das Turrahus in Thalkirch und Sufers.
Wie die anderen Splügener Kalkberge sind die Pizzas d’Anarosa von Steinwüsten und Geröllhalden geprägt. Sie sind wenig begangen, weil die Routen sehr steinschlaggefährdet sind. Um die Pizzas und das Cufercalhorn führt ein markierter Rundwanderweg. Östlich des Cufercalhorns liegt die Cufercalhütte des Schweizer Alpen-Clubs auf 2385 m.
Die nördlich gelegene Alp Anarosa und der dort produzierte Käse tragen den gleichen Namen.